# Die Überlebenden der Totenstadt
Die Überlebenden der Totenstadt (Originaltitel: I sopravvisuti della città morta) ist ein italienischer Abenteuerfilm mit Fantasy-Elementen, den Action-Spezialist Antonio Margheriti 1983 inszenierte. Er wurde unter verschiedenen Titeln auf diversen Medien im deutschsprachigen Raum veröffentlicht – erstmals am 17. August 1984 in den Kinos; so gibt es Fassungen unter den Titeln Jack the Snake – Die dunkle Macht des Sonnengottes, Die dunkle Macht des Sonnengottes und Das Zepter des Sonnengottes.

## Inhalt
Jack Speer, der "The Snake" genannt wird, ist ein trickreicher Abenteurer, der sich mit Gaunereien über Wasser hält. Eines Tages macht ihm der Bankier Lord Dean das Angebot, sich auf die Suche nach dem Zepter des Königs Gilgamesch zu machen. Verfolgt von den Sektierern des türkischen Prinzen Abdullah, die mehrere Male seine Freundin Carol in ihre Gewalt bringen, und unterstützt vom Hilfs-Archäologen "Küchenschabe" bricht er in die Wüste auf, wo die kleine Gruppe schließlich auf den Tempel stößt, dessen Mechanismen sie erkundet, in dem sie diversen Fallen entgeht und den sie – nach Inbesitznahme des Zepters – zusammenfallen sieht. Die Mission ist gelungen.

## Kritik
„Ein miserabel inszenierter Abenteuerfilm, in dem die schauerlich schlechten Schauspieler immerfort von Mystischem plappern, ohne daß auch nur das Geringste davon (…) zu sehen wäre.“

„Dürftiger Actionfilm mit billigen Tricks und zahlreichen Schlägereien; weder originell noch spannend.“

## Bemerkungen
Große Teile des Filmes wurden in der Türkei gedreht.